# Commission québécoise des libérations conditionnelles
La Commission québécoise des libérations conditionnelles (CQLC) est une instance décisionnelle indépendante qui fait partie intégrante du système de justice pénale québécois. Elle exerce une compétence exclusive en matière de mise en liberté sous condition des personnes contrevenantes incarcérées pour une peine d’une durée se situant entre six mois et deux ans moins un jour.  

## Historique
En 1977, un amendement est apporté à la législation canadienne afin de permettre aux provinces qui le désirent de créer leur propre commission des libérations conditionnelles. Cette délégation de compétence aux provinces se limite aux peines de moins de deux ans. La Commission québécoise des libérations conditionnelles est créée le 8 juin 1978, à la suite de l’adoption de la Loi favorisant la libération conditionnelle des détenus et modifiant la Loi sur la probation et sur les établissements de détention. Cette loi est remplacée le 5 février 2007 par la Loi sur le système correctionnel du Québec (RLRQ, chapitre S-40.1). Actuellement, deux provinces, soit le Québec et l’Ontario, disposent de commissions provinciales. Ailleurs au Canada, c’est la Commission des libérations conditionnelles du Canada qui exerce sa compétence à l’égard de toutes les peines d’emprisonnement.
Depuis le 6 octobre 2023, la Commission publie l'intégralité de ses décisions. La publication des décisions rendues par l'organisme s’inscrit dans un souci de respecter le principe de transparence du système de justice pénale.
La publication des décisions vise également à :
- Renforcer la transparence du processus de mise en liberté sous condition articulé autour de critères décisionnels cohérents ;
- Favoriser une connaissance accrue par le public, des processus et des décisions rendues;
- Assurer une meilleure compréhension des assises menant à la décision d’octroyer, ou non, une mise en liberté sous condition ;
- Faciliter l’accès par les personnes victimes aux décisions.

Conformément à l’article  172.1 de la Loi sur le système correctionnel du Québec, les décisions de la Commission ont un caractère public, à l’exception des renseignements qu’elles contiennent susceptibles :
- de divulguer un renseignement personnel concernant une personne qui n’est pas visée par une telle décision ;
- de mettre en danger la sécurité d’une personne ;
- de révéler une source de renseignements obtenus de façon confidentielle ;
- de nuire à la réinsertion sociale de la personne contrevenante.

## Libération conditionnelle au Québec
L'éligibilité à la libération conditionnelle est applicable à partir du tiers de la peine imposée, mais n’est pas automatique. Pour en bénéficier, la personne contrevenante doit se soumettre à une audience devant deux commissaires qui auront procédé à l’étude du dossier. Ceux-ci rendront une décision après avoir entendu la personne contrevenante et analysé le risque ainsi que le potentiel de réinsertion sociale qu’elle représente. Advenant l’octroi d’une libération conditionnelle, la personne contrevenante continuera de purger sa peine en communauté. Elle sera soumise aux conditions qui lui auront été imposées par les commissaires et, advenant le non-respect de ces conditions, sera réincarcérée jusqu’à la fin de sa peine.
La Loi prévoit trois types de mesures selon lesquelles une personne contrevenante peut bénéficier d’une mise en liberté sous condition :
- À partir du sixième de sa peine d’incarcération, une personne contrevenante est admissible à une permission de sortir préparatoire à la libération conditionnelle, dont la durée ne peut excéder 60 jours. Pour être entendue, cette personne doit présenter une demande écrite.
- Au tiers de sa peine d’incarcération, la personne contrevenante est automatiquement convoquée à une audience de libération conditionnelle, à moins qu’elle n’y renonce par écrit. Si une libération conditionnelle lui est accordée, les conditions imposées s'appliqueront jusqu’à la fin de sa peine.
- Une personne contrevenante ayant fait l’objet d’une décision de refus, de révocation ou de cessation de la libération conditionnelle peut demander une permission de sortir pour visite à sa famille. Cette mesure, lorsqu’elle est accordée, permet une sortie pour une période ne pouvant excéder 72 heures, une fois par mois.

Pour chacune de ces mesures, la Loi prévoit différentes modalités d’application. Cependant, l'analyse des dossiers prévoit la prise en compte des critères suivants dans tous les cas :
- la nature, la gravité et les conséquences de l’infraction commise ;
- le degré de compréhension et de responsabilisation de la personne contrevenante à l’égard de son comportement criminel et des conséquences de son infraction sur la personne victime et sur la société ;
- les antécédents judiciaires et l’historique correctionnel de la personne contrevenante ;
- les besoins de la personne contrevenante relativement à son problème de délinquance ;
- la conduite de la personne contrevenante lors d’une sentence antérieure.

Une personne contrevenante qui bénéficie d’une mesure de mise en liberté sous condition doit respecter les conditions qui lui sont imposées et s’engager de façon active dans un processus de réinsertion sociale, faute de quoi sa mise en liberté sous condition pourra être révoquée. Le suivi et la surveillance dans la communauté relèvent des Services correctionnels du Québec. Si, pour une raison ou une autre, la personne ne respecte pas ses conditions, elle pourra être réincarcérée.
Annuellement, plus de 3 000 personnes contrevenantes sont admissibles à une mesure de mise en liberté sous condition. Plusieurs y renoncent cependant. La CQLC rend en moyenne 5 000 décisions par année. Ce sont approximativement 50 % des personnes contrevenantes qui bénéficient d’une libération conditionnelle au tiers de leur peine. 
Au cours des années, les taux de récidive se sont maintenus en moyenne à 2 %, et près de 80 % des personnes contrevenantes bénéficiant d’une libération conditionnelle, respectent l’intégralité des conditions qui leur ont été imposées.
Par ailleurs, les personnes qui ont bénéficié d’une mesure mise en liberté sous condition présentent à long terme, des taux de récidive beaucoup plus bas comparativement à celles n’ayant pas bénéficié de cette mesure. Le Québec se compare très favorablement à d’autres États quant aux taux de récidive. 

## Taux de récidive deux ans après la fin de la mesure[2]
- Danemark : 37 % pour les sortants de prison 18 % pour ceux de la surveillance dans la communauté avec travaux communautaires 18 % pour la détention à domicile avec couvre-feu Le taux global de toute la clientèle correctionnelle est de 27 % [3].
- Finlande :  36 % pour les sortants de prison
- Norvège : 20 % pour les sortants de prison
- Suède : 34 % pour les sortants de prison[4]
- États-Unis :  68 % des sortants de prison entre 2005 et 2010 (dans 30 États) ont été arrêtés à nouveau dans les trois ans suivant leur libération[5]
- Québec :  35 % pour l’ensemble de la clientèle en 2007-2008 (55 % pour les sortants de prison, 18 % pour les libérés conditionnels, 41 % pour les probationnaires, 28 % pour les sursitaires, 31 % pour les peines discontinues)[6].
- Ontario : Probation, libération conditionnelle condamnation avec sursis en 2013-2014 : 21 % Peine d’emprisonnement de six mois et plus : 37 %[7]

Les programmes de mise en liberté sous condition contribuent à la protection du public, en permettant aux personnes contrevenantes qui se qualifient de se doter des outils nécessaires à une réintégration en société et finalement, en agissant comme des citoyens respectueux des lois. En ce faisant, les personnes contrevenantes ont de meilleures chances de se forger une nouvelle vie qui soit respectueuse des lois et qui assure une contribution positive à la société.